# Ronde van Italië 2019/Zestiende etappe
De zestiende etappe van de Ronde van Italië 2019 is een rit over 194 kilometer tussen Lovere en Ponte di Legno. Deze etappe is op voorhand bestempeld als koninginnenrit van deze Ronde. De etappe voert over meerdere beklimmingen, zoals de Passo della Presolana, de Cevo (10,6 kilometer à 5,9 procent), de Apricapas en tot slot de Mortirolo (11,9 kilometer à 10,9 procent). Oorspronkelijk stond de beklimming naar Passo di Gavia op het programma en was de etappe 226 kilometer, maar er lag nog te veel sneeuw om de veiligheid van de renners te garanderen. Daarom is een aantal dagen ervoor de etappe verlegd via de Aprica.
| Lovere – Ponte di Legno (194 km) |                 |                             |          |
| Plaats                           | Naam            | Ploeg                       | Tijd     |
| 1                                | Giulio Ciccone  | Trek-Segafredo              | 5u36'24" |
| 2                                | Jan Hirt        | Astana Pro Team             | z.t.     |
| 3                                | Fausto Masnada  | Androni Giocattoli-Sidermec | + 1'20"  |
| 4                                | Vincenzo Nibali | Bahrain-Merida              | + 1'41"  |
| 5                                | Hugh Carthy     | EF Education First          | z.t.     |
| 6                                | Richard Carapaz | Movistar Team               | z.t.     |
| 7                                | Mikel Landa     | Movistar Team               | z.t.     |
| 8                                | Joe Dombrowski  | EF Education First          | z.t.     |
| 9                                | Damiano Caruso  | Bahrain-Merida              | + 1'49"  |
| 10                               | Mattia Cattaneo | Androni Giocattoli-Sidermec | + 2'03"  |
|                                  |                 |                             |          |
| 12                               | Bauke Mollema   | Trek-Segafredo              | + 3'03"  |
| 46                               | Pieter Serry    | Deceuninck–Quick-Step       | + 13'48" |

| Algemeen klassement |                    |                       |            |
| Plaats              | Naam               | Ploeg                 | Tijd       |
| Roze trui           | Richard Carapaz    | Movistar Team         | 70u02'05"  |
| 2                   | Vincenzo Nibali    | Bahrain-Merida        | + 1'47"    |
| 3                   | Primož Roglič      | Team Jumbo-Visma      | + 2'09"    |
| 4                   | Mikel Landa        | Movistar Team         | + 3'15"    |
| 5                   | Bauke Mollema      | Trek-Segafredo        | + 5'00"    |
| 6                   | Rafał Majka        | BORA-hansgrohe        | + 5'40"    |
| 7                   | Miguel Ángel López | Astana Pro Team       | + 6'17"    |
| 8                   | Simon Yates        | Mitchelton-Scott      | + 6'46"    |
| 9                   | Pavel Sivakov      | Team INEOS            | + 7'51"    |
| 10                  | Jan Polanc         | UAE Team Emirates     | + 8'06"    |
|                     |                    |                       |            |
| 36                  | Pieter Serry       | Deceuninck–Quick-Step | + 1u02'28" |

1e etappe ·
2e etappe ·
3e etappe ·
4e etappe ·
5e etappe ·
6e etappe ·
7e etappe ·
8e etappe ·
9e etappe ·
10e etappe ·
11e etappe ·
12e etappe ·
13e etappe ·
14e etappe ·
15e etappe ·
16e etappe ·
17e etappe ·
18e etappe ·
19e etappe ·
20e etappe ·
21e etappe
Startlijst · Eindstanden · Afbeeldingen